# Bhujee
Bhujee (nep. भुजी) – gaun wikas samiti w środkowej części Nepalu w strefie Dźanakpur w dystrykcie Ramechhap. Według nepalskiego spisu powszechnego z 2001 roku liczył on 511 gospodarstw domowych i 2439 mieszkańców (1312 kobiet i 1127 mężczyzn).